# Blur (альбом)
Blur (с англ. — «Помутнение») — пятый студийный альбом британской рок-группы Blur, изданный 10 февраля 1997 года на лейбле «Food Records». Альбом ознаменовал переходный этап группы от брит-попа к лоу-фай музыке и альтернативному року и считается одним из лучших альбомов группы с точки зрения самих участников. Запись альбома проходила в Лондоне, а также в Рейкьявике, Исландия.
В 2005 году альбом был включён в альманах 1001 Albums You Must Hear Before You Die. В 2013 году журнал New Musical Express поместил альбом «Blur» на 137 место в списке 500 величайших альбомов всех времён по версии журнала.

## Предыстория

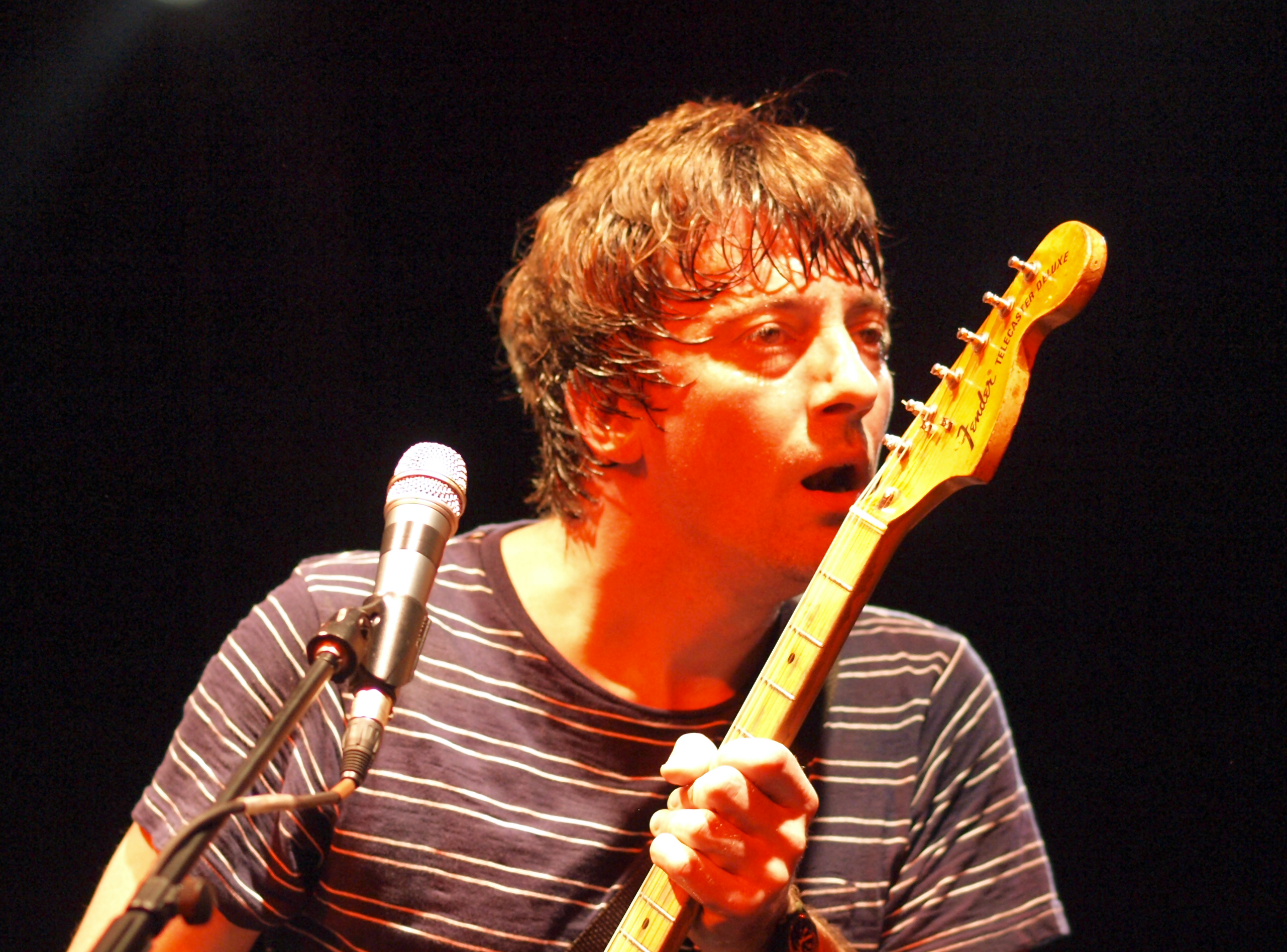
Коксон называл себя переживающим «кризис среднего попа-возраста» и ждал, когда группа напишет музыку, «которая снова напугает людей».

Ранее Blur откровенно критиковали американскую поп-культуру, и их предыдущие пластинки ассоциировались с брит-поп движением, в особенности Parklife 1994 года выпуска, что помогло им стать одной из ведущих британских поп-групп. Несмотря на то, что предыдущий альбом Blur, The Great Escape, получил положительные отзывы от музыкальных критиков и занял первую позицию в британском чарте, успех альбома остался в тени, в отличие от пластинки (What’s the Story) Morning Glory? брит-поп конкурентов Oasis, получившей четыре платиновых сертификации. Blur стала восприниматься, как «неоригинальная поп-группа среднего класса» в сравнении с «героями рабочего класса» Oasis, что сделало фронтмена Blur, Деймона Албарна, «глупым и спутанным». Басист Алекс Джеймс позже обобщил: «После того, как он был народным героем, Деймон стал народным болваном и был им в течение короткого промежутка времени. В основном, он был неудачником — у всех на глазах».
В начале 1996 года в интервью журналу Q выяснилось, что отношения между участниками Blur приобрели весьма напряженный характер; Журналист Адриан Девой писал, что он нашёл их «на грани нервного разрыва». Гитариста Грэма Коксона, в частности, начали злить его товарищи по группе; Джеймс за свой образ жизни плейбоя и Албарн за контроль над музыкальным направлением и публичным имиджем Blur. В феврале 1996 года, когда Коксон и Джеймс отсутствовали на выступлении под фонограмму, транслировавшемся на итальянском телевидении, они были заменены картонной фигурой и концертным менеджером группы соответственно. Биограф Blur, Стюарт Макони, позже писал, что на тот период «Blur были сшиты вместе очень нескладно».
Коксон боролся с проблемами употребления алкоголя, и отказавшись от прежней брит-поп эстетики группы, он прислушивался к шумным американским альтернативным рок-группам, таким как Pavement. По предложению гитариста группы Грэма Коксона, группа перенесла стилистические изменения. В документальном фильме о группе, «Нет обратного пути», вышедшем в 2010 году Коксон заявил, что на него большое влияние оказывали американские гитаристы, поскольку «многие из них проделывали очень интересные вещи с гитарами, и мне нужно было „питаться“. Я думаю как гитарист, и не было ничего подобного тому, что происходило в британской музыке, хотя она стала более популярной. Я начал слушать больше американских песен от маленьких лейблов».
Барабанщик группы, Дейв Раунтри, описал музыку пластинки, как более агрессивную и эмоциональную, чем на их предыдущих работах. Продюсер Стивен Стрит утверждал, что фронтмен и автор песен Деймон Албарн писал больше о жизненном опыте, в то время как Коксон предъявил, что слушая его лирику, ему было ясно, что «Албарн, очевидно, немного спятил».
Несмотря на то, что ранее он отклонял подобные идеи, Албарн «повзрослел», чтобы оценить предпочтения Коксона в лоу-фай и андеграундной музыке, и признал необходимость снова значительно изменить музыкальное направление Blur. Албарн поделился: «Я могу сидеть за своим пианино и писать великолепные поп-песни целый день, но вы должны двигаться дальше». Впоследствии, он обратился к продюсеру Стивену Стриту за более упрощённым звучанием на следующем альбоме группы. Коксон, осознавая свою лично потребность, как выразился барабанщик Дейв Раунтри, в «работе группы», написал письмо Албарну, высказав своё желание «вновь напугать людей» своей музыкой.

## Запись

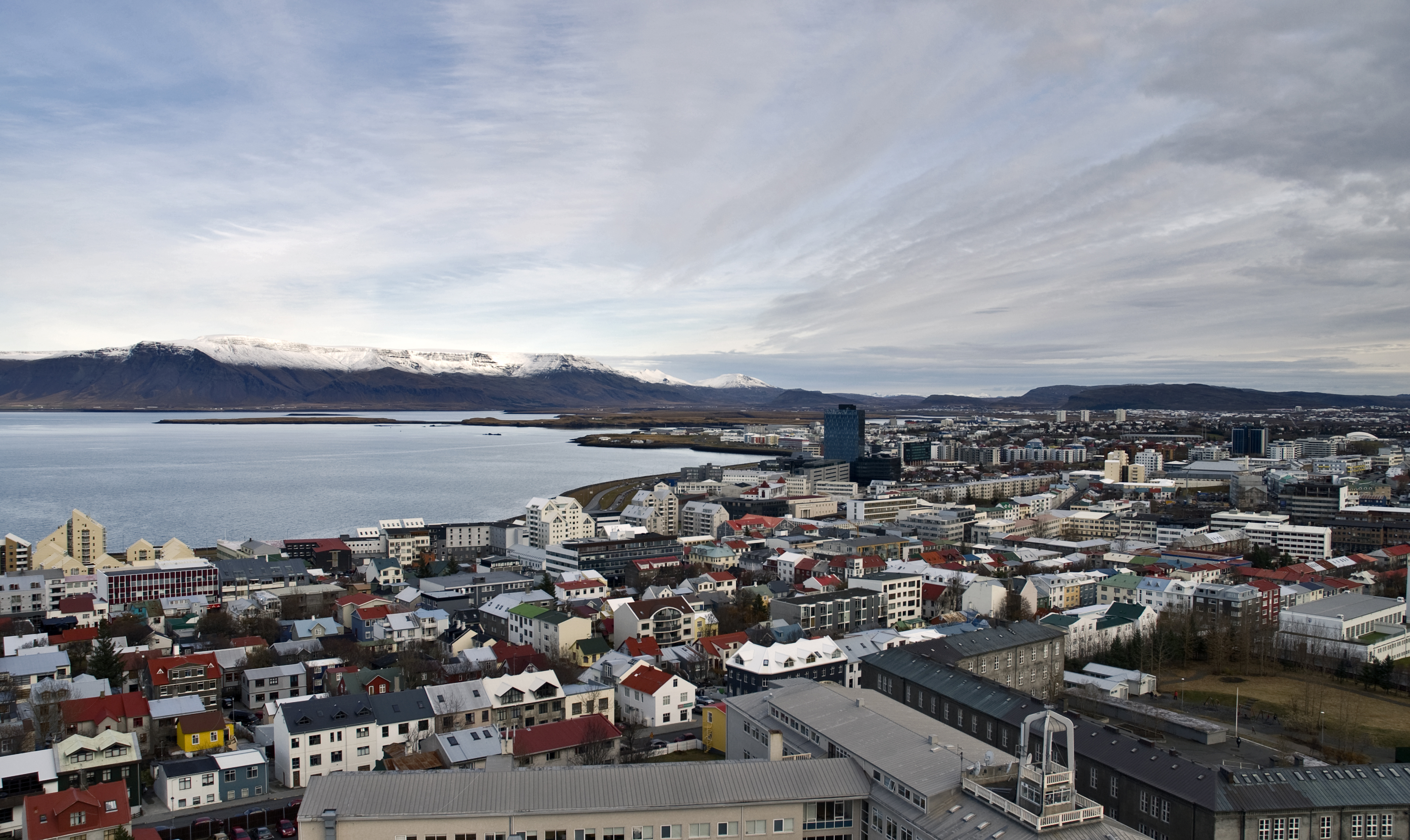
Альбом был частично записан в Рейкьявике, Исландия.

Запись альбома началась в июне 1996 года на студии Mayfair Studios в Лондоне. После первых сессий, группа остановила запись остальной части диска в Рейкьявике, Исландия, в стороне от брит-поп сцены. Именно в Исландии был записан вокал для треков «Strange News from Another Star», «Essex Dogs», «Beetlebum» и «On Your Own». В интервью для журнала Addicted to Noise Албарн поделился: «Мы просто записали там несколько вокальных дорожек», также добавив: «У меня есть дом там, и это идеальное место для написания альбома из-за света — солнце не восходит до полудня. Но плохо летом, потому что солнце светит каждый день, 24 часа в сутки».
Помимо изменения музыкального стиля, группа изменила свой способ записи материала. Коксон сказал: «Это было впервые, когда мы вроде как застряли», также добавив: «Раньше мы никогда не останавливали запись. Да, мы действительно чувствовали наш путь, просто играя все, что приходило в наши головы и мы редактировали песни, что было действительно интересно». «Мы просто играли вместе в течение двух недель, что мы не делали с 1991 года», — вспоминает Дейв Раунтри, добавив: «Мы хотели очистить звучание треков, чтобы на пластинке не было ничего, что мы не играли. Мы решили, что если мы внесём небольшие изменения во входной конец, то в результате мы смогли бы внести значительные изменения». По словам продюсера Стивена Стрита, «Blur решили, что необходимость коммерческого успеха и написание хит-синглов уже не будут основной целью. Настроение в студии отличалось от того, какое оно было в первое время нашей совместной работы». Стрит также добавил: «В студии, в первые дни, где я почувствовал, что все осторожничают, это была прекрасная атмосфера. Я думаю, так было потому, что они не хотели конкурировать друг с другом на альбоме — они хотели сделать альбом, который помог бы им сохранить группу». Стрит приобрёл некоторое оборудование для записи, которое описал следующим образом: «Вроде бы на обсуждение музыкантами, но на самом деле очень полезное оборудование», которое позволило ему опробовать луп в песнях, и в противном случае вырезать или вставить снова в целых частях треков на джем-сессиях Blur.

## Музыка и тематика песен

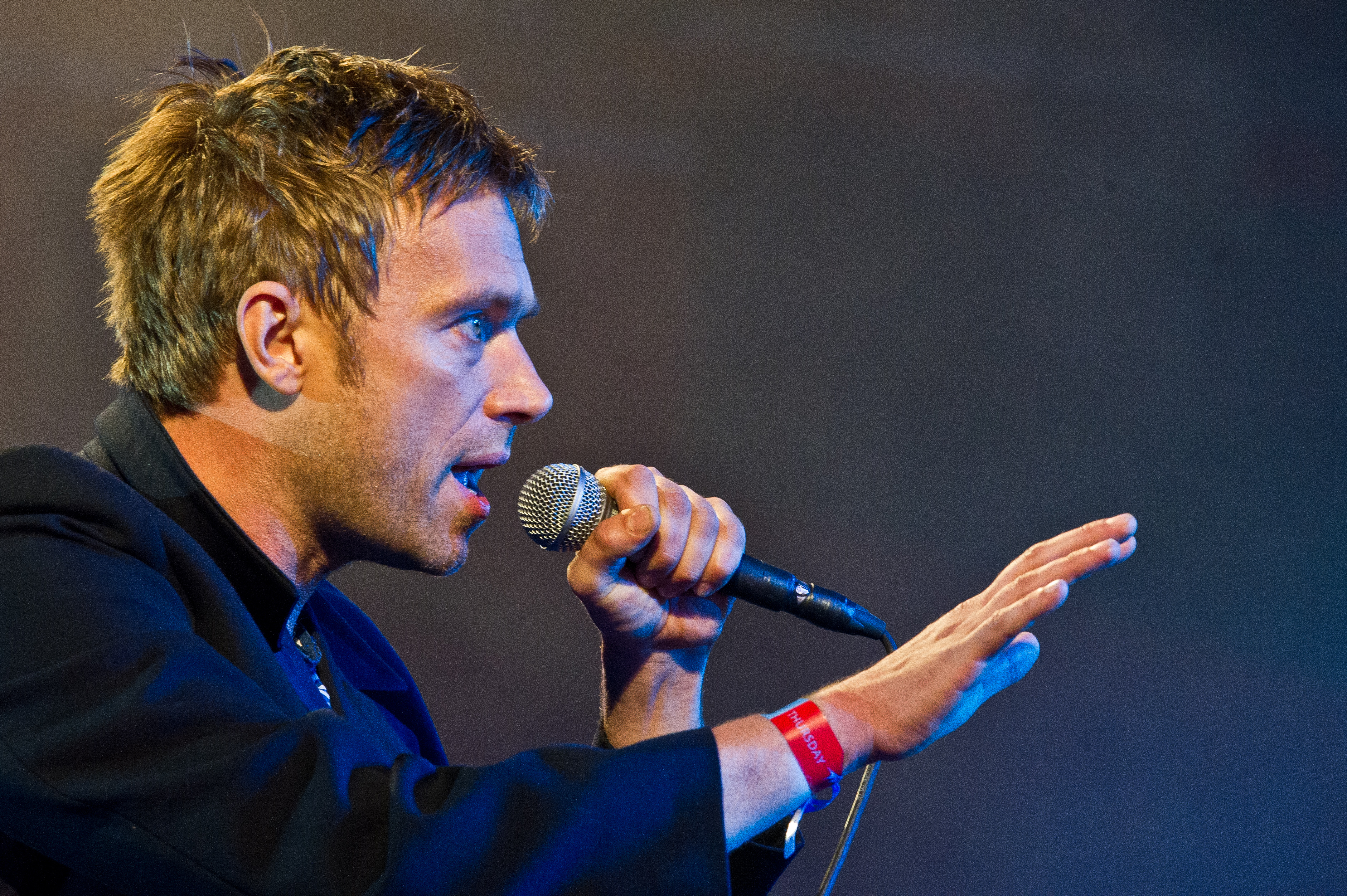
Деймон Албарн стремился писать песни больше о личном жизненном опыте, нежели о персонажах.

Раунтри заявил, что группа решила дать Коксону гораздо больше свободных действий в работе над Blur. Стивен Стрит также заметил изменения в манере написания песен Албарном, поскольку он «был гораздо более подготовлен к сочинению лирики от первого лица, нежели об интересных персонажах. Я думаю, Албарн немного повзрослел и был готов писать о своём собственном опыте, чем переносить всё на таких персонажей, как Трейси Джекс или Дэн Эбномал». Коксон согласился и почувствовал, что «песни Деймона были для меня более откровенными, чем для него», и поделился, что услышав некоторые из его домашних демо, осознал: «Албарн, очевидно, немного спятил». Альбом включает песню, являющуюся первой у Коксона, для которой он не только написал текст, но и исполнил вокальную партию в «You’re So Great».
По словам Марка Редферна из журнала Under the Radar, на Blur избегается брит-поп в пользу американского инди-рока. В издании NME также утверждали, что на пластинке в преимуществе лоу-фай и альтернативный рок, нежели брит-поп. Маргарет Моузер из The Austin Chronicle, напротив, охарактеризовала музыку Blur, как «пробивной брит-поп-бренд», в то время, как Стивен Томас Эрлевайн с сайта AllMusic предположил, что «может быть на первый взгляд, это отход от традиции», но на самом деле, это «логическое развитие» брит-попа, а не отказ от него вовсе. Пластинка открывается треком «Beetlebum», описанный некоторыми изданиями, как «дань Beatles»; Эрлевайн написал, что песня «проходит через The White Album в течение пяти минут». Рецензент Эндрю Коллинз из журнала Q сравнил песню с творчеством группы The Auteurs, а также со «слегка угрожающей „Free as a Bird“». Албарн признался, что «Beetlebum» об опыте с наркотиками и героином с его тогдашней девушкой Джастин Фришманн из группы Elastica. Албарн поделился, что в песне описывается сложная эмоция, своего рода «дремливая» и «сексуальная», также упомянув, что название трека является отсылкой к фразе «Преследуя жука», относящаяся к вдыханию дыма нагретого героина, морфина или опиума, помещенного на фольгу. «Song 2» примечательна своим хуком, в котором Албарн кричит «Ухуу!» Вступление песни было названо «Лучшим моментом» Коксона.
Эрлевайн описал «Country Sad Ballad Man» как «дико трогающую до слёз, сдавленную лоу-фай психоделию», в то время, как Коллинз утверждал, что «сидящее вступление — это неуклюжая путаница, откуда возникает просто красивый, медлительный рифф». «M.O.R.» была описана Джеймсом Хантером из Rolling Stone, как дань уважение группе Mott the Hoople. Песня заимствует аккордовую последовательность из композиций «Boys Keep Swinging» и «Fantastic Voyage» Дэвида Боуи, соавтором последней из которых является Брайан Ино. «On Your Own» примечательна тем, что для её создания использовалась Roland TR-606 Drumatix, драм-машина 1980-х годов. Эрлевайн описала трек, как «невероятная часть „игольчатой“ поп-спевки c извилистой плавной гитарой и „извержениями“ синтезатора». «Где-то там есть терраса спевок», — утверждает Коллинз, «подрывающаяся невнятным звучанием ударных». «Theme from Retro» была описана, как «необходимый космический рок трип-хоп» критиком из The Austin Chronicle.

## Успех альбома
Вопреки беспокойству лейбла группы, EMI, и музыкальной прессы, что стилевые изменения лишат группу преимущественно подросткового фан-клуба, и в результате чего альбом провалится, Blur, а также сингл «Beetlebum» достигли вершины британского чарта, а диск был сертифицирован как платиновый. Пластинка также попала в топ-20 чартов шести других стран. Успех «Song 2» привел к тому, что Blur стал самым успешным альбомом группы в Соединённых Штатах, где брит-поп сцена была в большей мере неудачной. Альбом получил положительные отзывы от большинства музыкальных критиков, многие из которых похвалили стилистические изменения, а также отметили, что Албарн стал лучше писать композиции.

## Список композиций
Слова и музыка всех песен — Деймоном Албарном, Грэмом Коксоном, Алексом Джеймсом и Дейвом Раунтри, кроме отмеченных.
| №   | Название                                | Автор(ы)                                                                        | Длительность |
| --- | --------------------------------------- | ------------------------------------------------------------------------------- | ------------ |
| 1.  | «Beetlebum»                             |                                                                                 | 5:04         |
| 2.  | «Song 2»                                |                                                                                 | 2:04         |
| 3.  | «Country Sad Ballad Man»                |                                                                                 | 4:50         |
| 4.  | «M.O.R.»                                | Деймон Албарн, Брайан Ино, Дэвид Боуи, Грэм Коксон, Алекс Джеймс и Дейв Раунтри | 3:27         |
| 5.  | «On Your Own»                           |                                                                                 | 4:26         |
| 6.  | «Theme from Retro»                      |                                                                                 | 3:37         |
| 7.  | «You’re So Great»                       | Грэм Коксон                                                                     | 3:35         |
| 8.  | «Death of a Party»                      |                                                                                 | 4:33         |
| 9.  | «Chinese Bombs»                         |                                                                                 | 1:24         |
| 10. | «I’m Just a Killer for Your Love»       |                                                                                 | 4:11         |
| 11. | «Look Inside America»                   |                                                                                 | 3:50         |
| 12. | «Strange News from Another Star»        |                                                                                 | 4:02         |
| 13. | «Movin’ On»                             |                                                                                 | 3:44         |
| 14. | «Essex Dogs» (включая трек «Interlude») |                                                                                 | 8:08         |

| №   | Название                                                               | Длительность |
| --- | ---------------------------------------------------------------------- | ------------ |
| 1.  | «All Your Life»                                                        | 4:12         |
| 2.  | «A Spell (For Money)»                                                  | 3:30         |
| 3.  | «Woodpigeon Song»                                                      | 1:43         |
| 4.  | «Dancehall»                                                            | 3:11         |
| 5.  | «Get Out of Cities»                                                    | 4:03         |
| 6.  | «Polished Stone»                                                       | 2:43         |
| 7.  | «Bustin’ + Dronin’»                                                    | 6:32         |
| 8.  | «M.O.R.» (Road Version)                                                | 3:02         |
| 9.  | «Swallows in the Heatwave»                                             | 2:33         |
| 10. | «Death of a Party (7” Remix)»                                          | 4:19         |
| 11. | «Cowboy Song»                                                          | 4:07         |
| 12. | «Beetlebum» (Живая акустическая версия)                                | 4:34         |
| 13. | «On Your Own» (Живая акустическая версия)                              | 4:11         |
| 14. | «Country Sad Ballad Man» (Живая акустическая версия)                   | 4:44         |
| 15. | «This Is a Low» (Живая акустическая версия)                            | 3:32         |
| 16. | «M.O.R.» (Live in Utrecht)                                             | 3:18         |
| 17. | «Death of a Party» (Live in Utrecht)                                   | 4:16         |
| 18. | «Song 2» (Live in Utrecht)                                             | 2:07         |
| 19. | «Movin’ On (Mario Caldato Jr. Mix)» (Японский эксклюзивный бонус-трек) | 3:46         |

## Участники записи
Blur
- Деймон Албарн — основной вокал, пианино, клавишные, орган Хаммонда, акустическая гитара
- Грэм Коксон — электро- и акустическая гитары, бэк-вокал; вокал (трек 7), терменвокс[4], дополнительные ударные (треки 2, 12)
- Алекс Джеймс — бас-гитара, ведущий ритм-бас (трек 2)
- Дейв Раунтри — ударные, перкуссия

Студийный персонал
- Стивен Стрит[англ.] — продюсер (все, кроме трека 10)
- Джон Смит — звукорежиссёр (все, кроме трека 10)
- Джейсон Кокс — звукорежиссёр (трек 10)
- Addi 800 — дополнительный звукорежиссёр

## Чарты и сертификации

### Еженедельные чарты
| Чарт (1997)                     | Наивысшая позиция |
| ------------------------------- | ----------------- |
| Australian Albums Chart         | 22                |
| Austrian Albums Chart           | 21                |
| Belgian Albums Chart (Flanders) | 25                |
| Belgian Albums Chart (Wallonia) | 12                |
| Canadian Albums Chart           | 26                |
| Danish Albums Chart             | 12                |
| Dutch Albums Chart              | 49                |
| European Albums Chart           | 5                 |
| Finnish Albums Chart            | 8                 |
| French Albums Chart             | 12                |
| German Albums Chart             | 23                |
| Icelandic Albums Chart          | 1                 |
| Irish Albums Chart              | 1                 |
| Italian Albums Chart            | 7                 |
| Japanese Albums Chart           | 7                 |
| New Zealand Albums Chart        | 3                 |
| Norwegian Albums Chart          | 6                 |
| Spanish Albums Chart            | 6                 |
| Swedish Albums Chart            | 4                 |
| Swiss Albums Chart              | 17                |
| UK Albums Chart                 | 1                 |
| US Billboard 200                | 61                |

### Сертификации
| Регион | Сертификация | Продажи    |
| --- | ------------ | ---------- |
| Австралия (ARIA) | Золотой      | 35 000^    |
| Канада (Music Canada) | Платиновый   | 100 000^   |
| Дания (IFPI Danmark) | Золотой      | 25 000^    |
| Япония (RIAJ) | Платиновый   | 200 000^   |
| Новая Зеландия (RMNZ) | Платиновый   | 15 000^    |
| Испания (PROMUSICAE) | Платиновый   | 100 000^   |
| Великобритания (BPI) | Платиновый   | 300 000^   |
| США (RIAA) | Золотой      | 679,000    |
| Итого |              |            |
| Европа (IFPI) | Платиновый   | 1 000 000* |
| * Данные о продажах приведены только на основе сертификации. ^ Данные о тиражах приведены только на основе сертификации. |              |            |